# Hypsiboas polytaenius
Hypsiboas polytaenius es una especie de anfibios de la familia Hylidae. Es endémica de Brasil.
Sus hábitats naturales incluyen bosques tropicales o subtropicales secos y a baja altitud, montanos secos, ríos, corrientes intermitentes de agua, marismas de agua dulce, corrientes intermitentes de agua, tierra arable, pastos, plantaciones, jardines rurales, áreas urbanas, zonas previamente boscosas ahora muy degradadas, estanques, tierras de irrigación, canales y diques.